# Çarxaçu
Çarxaçu (hay còn gọi là Charkhachu, Dzharkhachy) là một làng đô thị thuộc vùng Quba của Azerbaijan.  Có dân số là 220 người.